# Lake Kaikokopu
Der Lake Kaikokopu ist ein See im Manawatu District der Region Manawatū-Whanganui auf der Nordinsel von Neuseeland.

## Geographie
Der Lake Kaikokopu befindet sich rund 1,5 km östlich der kleinen Siedlung Himatangi, die direkt an der Westküste liegt. Foxton, als nächstgrößerer Ort befindet sich rund 9,7 km südlich. Der flache See, der vom Kaikokopu Stream gespeist und entwässert wird und über einen sandigen Seeboden verfügt, schwankt in seiner Wasserhöhe über das Jahr hin erheblich. Sein Maximum an Ausdehnung beträgt rund 11 Hektar, wenn genügend Wasser zuläuft. Dann beträgt die Länge des Sees rund 615 m und die maximale Breit rund 310 m. Bei Niedrigwasser kann die Seefläche auf rund 4,5 Hektar zusammenschrumpfen.